# Scincella
Genre
Synonymes
- Paralipinia Darevsky & Orlov, 1997

Scincella est un genre de sauriens de la famille des Scincidae.

## Répartition
Les espèces de ce genre se rencontrent en Asie et en Amérique du Nord.

## Liste des espèces
Selon The Reptile Database (30 novembre 2012) :
- Scincella apraefrontalis Nguyen, Nguyen, Böhme & Ziegler, 2010
- Scincella assatus (Cope, 1864)
- Scincella barbouri (Stejneger, 1925)
- Scincella boettgeri (Van Denburgh, 1912)
- Scincella capitanea Ouboter, 1986
- Scincella caudaequinae (Smith, 1951)
- Scincella cherriei (Cope, 1893)
- Scincella darevskii Nguyen, Ananjeva, Orlov, Rybaltovsky & Böhme, 2010
- Scincella devorator (Darevsky, Orlov & Cuc, 2004)
- Scincella doriae (Boulenger, 1887)
- Scincella forbesora (Taylor, 1937)
- Scincella formosensis (Van Denburgh, 1912)
- Scincella gemmingeri (Cope, 1864)
- Scincella huanrenensis Zhao & Huang, 1982
- Scincella incerta (Stuart, 1940)
- Scincella inconspicua (Müller, 1894)
- Scincella kikaapoa García-Vázquez, Canseco-Márquez & Nieto-Montes De Oca, 2010
- Scincella lateralis (Say, 1823)
- Scincella macrotis (Steindachner, 1867)
- Scincella melanosticta (Boulenger, 1887)
- Scincella modesta (Günther, 1864)
- Scincella monticola (Schmidt, 1925)
- Scincella nigrofasciata Neang, Chan & Poyarkov, 2018
- Scincella ochracea (Bourret, 1937)
- Scincella potanini (Günther, 1896)
- Scincella przewalskii (Bedriaga, 1912)
- Scincella punctatolineata (Boulenger, 1893)
- Scincella rara (Darevsky & Orlov, 1997)
- Scincella reevesii (Gray, 1838)
- Scincella rufocaudatus (Darevsky & Nguyen Van Sang, 1983)
- Scincella rupicola (Smith, 1916)
- Scincella schmidti (Barbour, 1927)
- Scincella silvicola (Taylor, 1937)
- Scincella tsinlingensis (Hu & Zhao, 1966)
- Scincella vandenburghi (Schmidt, 1927)
- Scincella victoriana (Shreve, 1940)

## Taxinomie
Le genre Paralipinia Darevsky & Orlov, 1997 a été synonymisé avec Scincella par Greer & Shea, 2003.

## Publications originales
- Darevsky & Orlov, 1997 : A new genus and species of scincid lizard from Vietnam: First asiatic skink with double rows of basal subdigital pads. Journal of Herpetology, vol. 31, no 3, p. 323-326.
- Mittleman, 1950 : The generic status of Scincus lateralis Say, 1823. Herpetologica, vol. 6, no 2, p. 17-24.